# Producciones Twins
Producciones Twins fue un sello discográfico independiente español, fundado por Paco Martín y Pepe Escribano que editó discos entre 1983 y 1994.

## Historia

### Primeros pasos
En la década de los 80 fue el sello independiente español que más discos ha vendido y han formado parte de su escudería bandas como Hombres G, Pistones, Danza Invisible, Antonio Flores, Los Secretos, Celtas Cortos, Rosendo o Tam Tam Go!.
La compañía nace en el año 1983, cuando el productor Paco Martín, junto a Pepe Escribano, decide iniciar una nueva aventura tras disolver su anterior proyecto MR Discos en el que, asociado con el locutor Julio Ruiz publicaron una decena de discos de grupos madrileños.
La discográfica editaría, por un lado, discos internacionales que buscaban publicar sus discos en España y, por el otro, discos de nuevas bandas españolas.
En 1995, Pepe Escribano deja la sociedad, quedándose Paco Martín al frente de la compañía.

### Dirección de Paco Martín
Tras editar algunos discos de menor repercusión de bandas como Pistones, Los Rebeldes o Los Modelos, la compañía se dispara cuando publica Hombres G (álbum) el primer disco de Hombres G, con el que, tras hipotecar su casa para poder editarlo, consigue vender 500.000 copias.
Después de esto, publica más de 50 discos, de gente tan importante como Los Secretos, Danza Invisible, Los Rebeldes, Tam Tam Go!, etc, hasta que en 1989 es absorbida por el sello Discos Radiactivos Organizados.
También publicaron la edición española de bandas internacionales como Johnny Thunders, The Barracudas o The Cult.
Paco Martín trabajaría después como A&R en otras importantes compañías como Sony BMG y Universal Music.